# Gündoğmuş (district)
Gündoğmuş is een Turks district in de provincie Antalya en telt 9.446 inwoners (2007). Het district heeft een oppervlakte van 1343,3 km². Hoofdplaats is Gündoğmuş.
De bevolkingsontwikkeling van het district is weergegeven in onderstaande tabel.
| 1997   | 2000   | 2007  | 2016  |
| ------ | ------ | ----- | ----- |
| 26.509 | 21.513 | 9.446 | 7.309 |

Het district heeft bijna twee derde van haar bevolking verloren sinds het jaar 2000.